# Sean Lennon
Sean Lennon, född 9 oktober 1975 i New York, är en amerikansk musiker.
Sean Lennon är son till John Lennon och Yoko Ono. Hans gudfar är Elton John. John Lennon skrev låten "Beautiful Boy (Darling Boy)" (1980) till Sean. 1982 finns han med på bild på baksidan av sin mor Yoko Onos album "It's alright (I see rainbows)". Två år senare, 1984, framförde han sin egen version av titellåten från nämnda Ono-album på en hyllnings-LP där andra artister tolkar Onos låtar. 1995 medverkar han som fullödig bandmedlem på Yoko Onos album "Rising" (skivan släppt som "Yoko Ono / IMA", där IMA är kompbandet där Sean Lennon ingår).
Sean Lennon utgav 1998 debutalbumet Into the Sun på Beastie Boys skivbolag Grand Royal. Albumet var eklektiskt och inspirerades av andra okonventionella 1990-talsartister som Beastie Boys, Beck och Cibo Matto. Det följdes 2006 av det till största delen pianobaserade albumet Friendly Fire, som gavs ut på Capitol Records.
2008 bildade Lennon bandet The Ghost of a Saber Tooth Tiger (GOASTT) med sin flickvän, modellen Charlotte Kemp Muhl. Bandet har gett ut två skivalbum och en rad singlar/Ep.
Sean Lennon har också gett ut två fullängdsalbum tillsammans med Mr Claypool i bandet The Claypool Lennon Delirium.
Ett experimentellt (alternative music) album med Mystical Weapons kom 2013.

## Diskografi
Album
- 1998 – Into the Sun
- 1999 – Half Horse Half Musician
- 2006 – Friendly Fire
- 2009 – Rosencrantz and Guildenstern Are Undead (soundtrack)
- 2013 – Alter Egos (soundtrack)

- 2013 - Mystical Weapons (by Mistical Weapons)
- 2016 - Ava's Possessions (soundtrack)
- 2014 - The Midnight Sun (by The Ghost of Saber Tooth Tiger)
- 2016 - Monolith of Phobos (by The Claypool Lennon Delirium)
- 2017 - Lime & Limpid Green (EP by Claypool Lennon Delirium)
- 2019 - Sputh of reality (by The Claypool Lennon Delirium)

Singlar 1991 - Give Peace a Chance [1991] 1998 - Home 2006 - Dead Meat 2019 - You're gonna miss me (by The ghost of a saber tooth tider)